# Ncumisa Chwayita Kondlo
Ncumisa Chwayita Kondlo (27 tháng 3 năm 1958 - 24 tháng 3 năm 2008) là một nữ chính trị gia và nhà hoạt động người Nam Phi. Bà là thành viên của Quốc hội Châu Phi và phó chủ tịch và là thành viên của Ủy ban Trung ương Đảng Cộng sản Nam Phi.

## Tiểu sử
Kondlo sinh ngày 27 tháng 3 năm 1958. Cô theo học trường Đại học Fort Hare và Đại học Rhodes.
Cô là một nhà hoạt động chính trị sống qua chế độ Apartheid và tận mắt nhìn thấy điều kiện sống dưới tiêu chuẩn của những người đồng hương tại quốc gia này.
Danh sách một phần các tổ chức mà cô tham gia bao gồm Đại hội Dân tộc Phi (ANC), Đảng Cộng sản Nam Phi, Tổ chức Sinh viên Azan và Đại hội Thanh niên Nam Phi.
Kondlo từng là thành viên của Hội đồng phúc lợi của Hội đồng điều hành (MEC) trong chính quyền tỉnh Đông Cape.
Bà mất vào ngày 24 tháng 3 năm 2008. Tại thời điểm bà qua đời, bà là Chủ tịch của ANC Caucus tại Quốc hội.